# 安第斯前陸盆地
安第斯前陸盆地（英語：Andean foreland basins）是一組前陸盆地，位於南美洲西半部，緊鄰安第斯山脈以東。 亞馬遜河流域的安第斯前陸盆地被稱為亞馬遜前陸盆地。沿著安第斯造山帶的走向，這些前陸盆地有明顯的交替性地質構造，通常具有清晰的邊界，因而產生了一系列安第斯前陸的分割,都具有不同的發展歷史.
安第斯前陸盆地的構造形狀、構造變形時間和速率，以及沉積歷史有顯著的南北變化。 這些緯度向的變化不僅與繼承前安第斯盆地有關，而且與逆衝斷層、及其相關的侵蝕和沈積作用有關。 
在這地區的前陸盆地變形有三種基本不同的構造樣式：
1. 薄皮變形：是一種淺逆衝斷層中，僅涉及覆蓋岩（通常是沉積岩），而不涉及更深的基底岩。
2. 厚皮變形：並通常涉及基底岩層和深部斷層的構造變形，深度為 10-20 km 和
3. 基底逆斷層。

在秘魯以北的安第斯前陸盆地，其逆衝斷層以薄皮變形及厚皮變形爲主，而且在北部的厚皮變形向西置叠，並繼承於中二疊統褶皺逆衝帶。 往南部，逆衝斷層變形逐漸趨向薄皮變形，主要受古生代楔型沉積體的幾何形狀控制。
三種基本結構樣式對縮短地殼的效率不同：薄皮變形通常縮短 40-70%，厚皮變形縮短 20-35%，基底逆斷層縮短不到 10%。因此，也就造成沿走向的前陸盆地結構的分割。